# فيبيكي كنودسن
فيبيكي كنودسن (بالنرويجية البوكمول: Vibeke Knudsen)‏ هي دبلوماسية نرويجية، ولدت في 10 نوفمبر 1948، وتوفيت في 18 ديسمبر 2016.